# Marco Bernardini
Marco Bernardini  (Rome, 5 juni 1978) is een Italiaanse golfprofessional. 

## Amateur
Marco's vader is Roberto Bernardini (1944), een golfpro in Rome. Roberto werd in 1961 professional en heeft op de Europese Senior Tour gespeeld. Hij is de coach van Marco, die in zijn jonge jaren in het nationale team speelde.

## Professional
Marco Bernardini werd in november 1998 professional. In zijn eerste seizoen won hij het Italiaanse PGA Kampioenschap, in 2000 won hij het Russisch Open, mede waardoor hij in 2001 op de Europese PGA Tour mocht spelen. Daar verloor hij zijn kaart, waarna hij nog drie seizoenen op de Challenge Tour speelde.

### Gewonnen
- 1999: Italiaans PGA Kampioenschap op Golf Club Is Molas
- 2000: BMW Russisch Open met -19 op de Moscow Country Club